# Matthew West (pallavolista)
Matthew Alvaro West (Seattle, 1º ottobre 1993) è un pallavolista statunitense, palleggiatore dello Charlottenburg.

## Biografia
Proviene da una famiglia di pallavolisti: sua madre, Raquel Chumpitaz, è una ex pallavolista ed ex membro della nazionale peruviana, con la quale ha anche partecipato ai Giochi della XXII Olimpiade; suo padre, Mark West, ha giocato a pallavolo per il George Williams College; entrambi i genitori sono cofondatori della Space Needle Volleyball Foundation ed allenano lo Shoreline Community College.

## Carriera

### Club
La carriera di Matthew West inizia nel 2006, quando inizia a giocare nel club fondato dai suoi genitori, lo Space Needle. Parallelamente gioca anche a livello scolastico con la Shorewood HS. Concluse le scuole superiori, entra a far parte della squadra di pallavolo maschile della Pepperdine, partecipando alla NCAA Division I dal 2012 al 2015 e ricevendo diversi riconoscimenti individuali.
Nella stagione 2015-16 firma il suo primo contratto professionistico, andando a giocare in Germania col Dürener, club impegnato in 1. Bundesliga. Nella stagione seguente si trasferisce nei Paesi Bassi, partecipando alla Eredivisie col Lycurgus, vincendo la Supercoppa olandese e lo scudetto.
Per il campionato 2017-18 veste la maglia del Kladno, nella Extraliga ceca, mentre nel campionato successivo gioca in Finlandia con l'Hurrikaani-Loimaa, in Lentopallon Mestaruusliiga: al termine degli impegni con gli scandinavi, partecipa alla NVA 2019 coi OC Stunners. Per l'annata 2019-20 si accasa nella formazione transalpina del Cannes, impegnata in Ligue A, mentre nell'annata seguente accetta la proposta dei turchi del Tokat, approdando in Efeler Ligi.
Nella stagione 2021-22 approda nella 1. Bundesliga tedesca, dove difende i colori dello Charlottenburg, col quale conquista la Supercoppa tedesca e lo scudetto.

### Nazionale
Fa parte delle nazionali giovanili statunitensi: con la selezioneunder 19 vince la medaglia d'argento al campionato nordamericano 2010 e quella di bronzo alla Coppa panamericana 2011, mentre con la selezione under 21 vince la medaglia d'oro al campionato nordamericano 2010, bissata nel 2012.
Fa il suo esordio in nazionale maggiore nel 2015, in occasione dei XVII Giochi panamericani, mentre sette anni dopo si aggiudica la medaglia di bronzo alla NORCECA Final Six 2022.

## Palmarès

### Club
- Campionato olandese: 1

2016-17
- Campionato tedesco: 1

2021-22
- Supercoppa olandese: 1

2016
- Supercoppa tedesca: 1

2021

### Nazionale (competizioni minori)
- Campionato nordamericano under 19 2010
- Campionato nordamericano under 21 2010
- Coppa panamericana under 19 2011
- Campionato nordamericano under 21 2012
- NORCECA Final Six 2022

### Premi individuali
- 2013 - All-America First Team
- 2014 - All-America Second Team
- 2015 - All-America First Team